# 구천동 화방
"구천동 화방"은 1990년에 개봉한 대한민국의 영화이다.

## 캐스팅
- 남궁숙이 : 김세류 역
- 한명구 : 뼉쇠 역
- 임영규 : 조화 역
- 김하림 : 허 대감 역
- 곽진숙 : 사월 역
- 남수정
- 황춘수
- 이성룡
- 유경애
- 전숙
- 김용학
- 배영춘
- 김민수
- 장영호